# Curcuma ferruginea
Curcuma ferruginea är en enhjärtbladig växtart som beskrevs av William Roxburgh. Curcuma ferruginea ingår i släktet Curcuma och familjen Zingiberaceae. Inga underarter finns listade i Catalogue of Life.